# The Jungle Goddess
The Jungle Goddess es un serial cinematográfico de aventuras estadounidense de 1922, dirigida por James Conway, en 15 capítulos, protagonizada por Elinor Field, Truman Van Dyke and Marie Pavis. Una coproducción de William N. Selig Productions y Warner Bros., fue distribuida por Export & Import Film Company y se estrenó en los cines de Estados Unidos entre el 15 de mayo y el 21 de agosto de 1922.
Este serial se considera perdido.

## Sinopsis

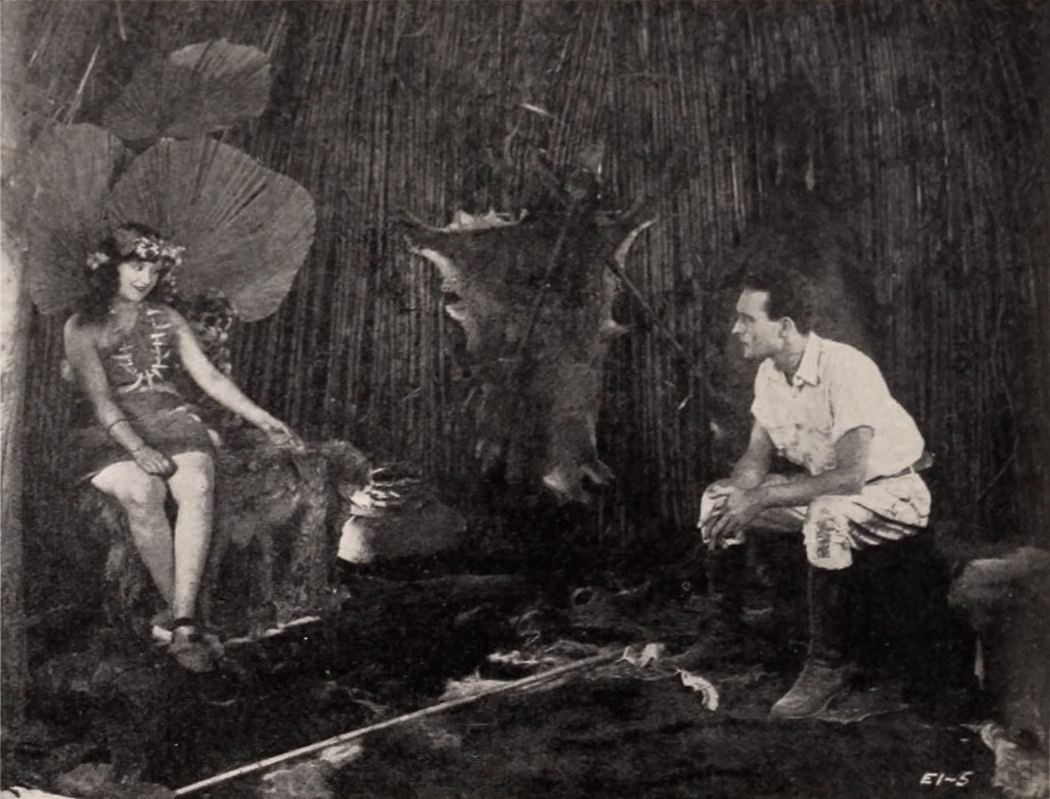
Elinor Field y Truman Van Dyke en un fotograma de la película.

Una niña es secuestrada y colocada en la canasta de un globo aerostático. El globo se suelta accidentalmente y se desplaza hacia el medio de la jungla africana. La niña es capturada por una tribu de caníbales, que la transforman en la diosa de la tribu. Años más tarde, un joven que había sido su amigo de la infancia organiza una expedición a la jungla para encontrarla y salvarla.

## Reparto
- Elinor Field como Betty Castleton / «La Diosa de la Jungla».
- Truman Van Dyke como Ralph Dean.
- Marie Pavis como la madre de Betty.
- L. M. Wells como Dr. James Scranton.
- Lafe McKee como Chief Obar Sen.
- Vonda Phelps como Betty como niña.
- Olin Francis como Gran Sacerdote.
- William Pratt como Constable.
- George Reed como Guía nativo.

## Títulos de los capítulos
1. «Sacrificed to the Lions»
2. «The City of Blind Waters»
3. «Saved by the Great Ape»
4. «The Hell-Ship»
5. «Wild Beasts in Command»
6. «Sky High with a Leopard»
7. «The Rajah's Revenge»
8. «The Alligator's Victim»
9. «At Grips with Death»
10. «The Leopard Woman»
11. «Soul of Buddha»
12. «Jaws of Death»
13. «Cave of Beasts»
14. «Jungle Terrors»
15. «The Mad Lion»

## Estreno
La película tuvo un estreno internacional, siendo estrenada en Brasil bajo el título A Deusa do Sertão («La Diosa del Sertón»).